# Nazivegan Heidi
Nazivegan Heidi è una serie di tre fumetti a colori pubblicata dalla Magic Press Edizioni scritta da Don Alemanno e disegnata da Boban Pesov. La serie è stata presentata all'Etna Comics 2017. I primi due numeri sono usciti in Italia nel 2017 mentre il terzo nel 2018. 

## Storia editoriale
La storia riprende le vicissitudini del personaggio di Heidi di Johanna Spyri con praticamente gli stessi personaggi di base, disegnati nello stesso modo e riscritta in maniera totalmente irriverente così da modificare con naturalezza nella storia, il corso degli eventi. La trama si sviluppa in 3 volumi:
1. Alba Vegana[2] uscito il 22 giugno 2017
2. Soluzione finale - Atto primo uscito il 16 novembre 2017
3. Soluzione finale[3] - Atto secondo uscito il 15 marzo 2018

Il 20 dicembre 2018 è uscita anche una raccolta che contiene tutte le uscite: Nazivegan Heidi - L'integrale.
Oltre ai canonici personaggi della serie animata, fanno l'apparizione nei volumi anche alcuni personaggi reali come Giuseppe Cruciani, Bruno Vespa ed Enrico Mentana.

## Trama
Heidi è una bambina orfana di sei anni che vive in Svizzera, a Lugano nel Canton Ticino con sua zia Dete che lavora come escort. Quando questa non può più occuparsi della piccola Heidi, soprattutto per la sua spiccata curiosità, la bambina viene affidata al nonno paterno, noto a tutti come “Vecchio dell’Alpe”. Diverse leggende ruotano attorno a questo individuo, dal nome e dall'età ignoti, che si nasconde da anni in montagna celando la sua vera identità. Nonostante le iniziali resistenze, il Vecchio dell'Alpe prende con sé la piccola Heidi e la bambina cresce felice tra i monti e gli amici animali, finché un incredibile evento scatena la sua furia nazivegana: incontra un coniglio antropomorfo che tenta di salvare un altro animale e che, nell'intento di scappare, perde uno speciale bracciale che da la possibilità a chi lo indossa di controllare gli animali che Heidi prontamente recupera e indossa. Nel contempo si scopre che Vecchio dell'Alpe è in realtà un nazista che si è nascosto in montagna celando la sua vera identità per sfuggire al processo di Norimberga. Anche per questo Heidi cresce forte e dura nei suoi principi scatenando pesanti scontri contro i "mangiacadaveri" (le persone non vegane) aiutata dal mondo animale. Ossessionata soprattutto dall'obiettivo di uccidere Crux, il conduttore radiofonico nemico dei nazivegani, la ragazza si allena cambiando anche la sua fisicità come fossero trascorsi anni da quando è entrata in possesso del bracciale: diventa più forte, più veloce e ancora più in grado di controllare gli animali attorno a sé. Dopo aver liberato l’Agente Rabbit dalle grinfie dei suoi torturatori alieni, attirando su di sé l’attenzione del loro leader, la ragazza dà il via alla sua marcia verso Milano, alla guida di un vasto esercito di animali. Allertate a seguito dell’assalto al carcere di Lugano, le forze dell’ordine svizzere e italiane si adoperano per fermare l’avanzata della leader nazivegana, quando questa raggiunge i primi centri urbani e minaccia di uccidere chiunque la contrasti. I successivi scontri portano ad una serie di eventi che conclude la saga con un finale sorprendente quanto aperto.